# Isvulkan

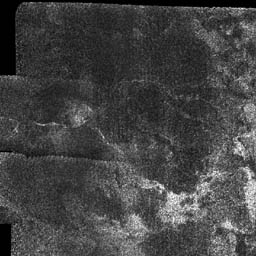
Ganesa Macula, en mörk formation på Saturnus måne Titan, kan vara en isvulkan.

En isvulkan (även kryovulkan från grekiskans kryo, "kall") är en vulkan som består av is. Isvulkanen förekommer på ismånar, och möjligtvis på andra frusna astronomiska objekt som till exempel kuiperbältsobjekt. Istället för lava spyr isvulkaner vid sina utbrott blandningar av flyktiga ämnen som vatten, ammoniak eller metan. Sådana blandningar betecknas ibland som kryomagma, och bildar plymer vid utbrotten, varefter kryomagman kondenserar till fast fas när den utsätts för den mycket låga omgivande temperaturen. Några forskare spekulerar att isvulkanerna på Titan, Saturnus största måne, kan hysa utomjordiskt liv.

## Hypoteser
Energin som krävs för att smälta is och skapa isvulkaner kommer oftast från tidvattensfriktion. Det har också föreslagits att halvgenomskinliga avlagringar av frusna material skulle orsaka en växthuseffekt under ytan som ackumulerar den nödvändiga värmeenergin. Det har föreslagits att 50000 Quaoar har tidigare uppvisat kryovulkanism. I detta fall kan energikällan vara radioaktivt sönderfall.

## Observationer

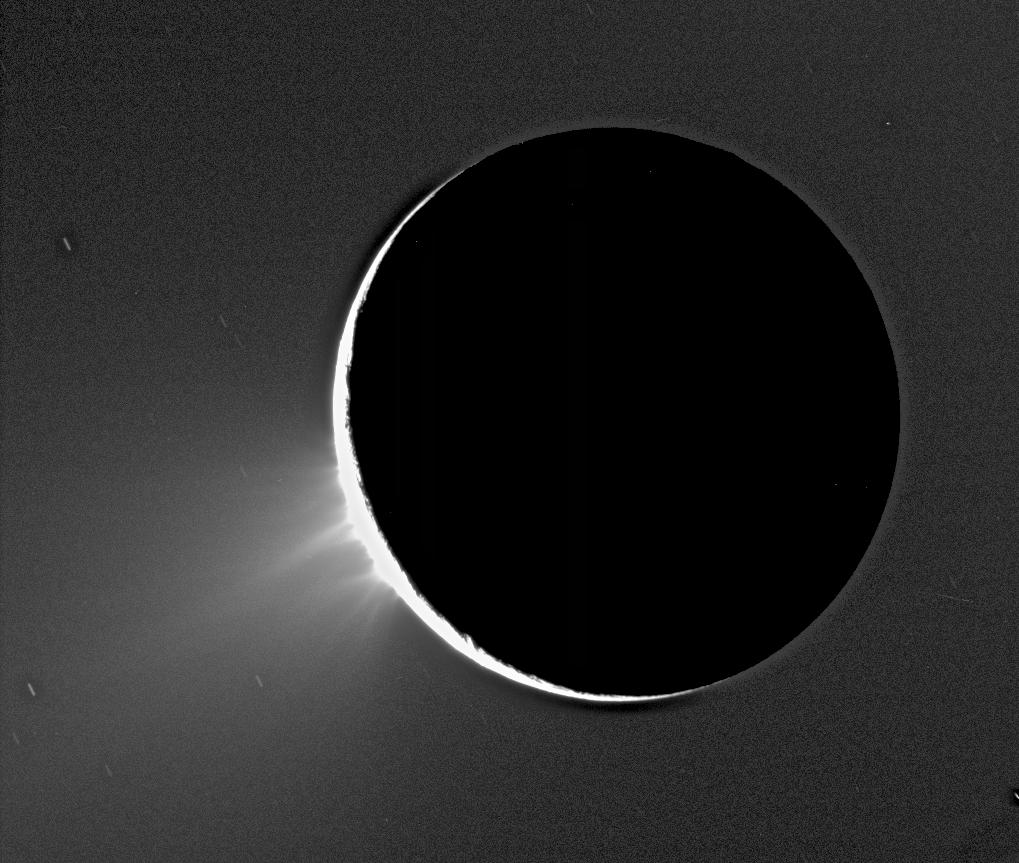
Plymer ovanför Enceladus som matar Saturnus E-ring. Dessa verkar utstråla från "tigerränderna" nära Enceladus sydpol.

Isvulkaner hittas på ismånar, och observerardes först på Neptunus måne Triton när Voyager 2 gjorde sin förbiflygning i augusti 1989.
Cassini-Huygens upptäckte en isvulkan som släpper ut metan på Titan, och sådan vulkanism tros nu vara en påtaglig källa för metanet i Titans atmosfär. Den 27 november, 2005 fotograferade Cassini gejsrar på Enceladus sydpol som verkar vara upphov till Saturnus breda men diffusa E-ring.
Indirekta indicier av isvulkaners aktivitet har även observerats på andra ismånar i vårt solsystem, bland andra Europa och Ganymedes.